# Jozef Olaerts
Joannes Jozef Jef Albertus Olaerts (Genk, 18 januari 1914 - 9 april 1990) was een Belgisch politicus voor het VNV en vervolgens de Volksunie.

## Levensloop
Geboren in een Genkse landbouwersfamilie, studeerde Jef Olaerts aan het Sint-Jan Berchmanscollege in Genk, en promoveerde in 1938 tot licentiaat economische wetenschappen aan de Katholieke Universiteit Leuven. Deelname aan de activiteiten van het Algemeen Katholiek Vlaamsch Studentenverbond (AKVS) bracht hem in aanraking met het Vlaams-nationalisme, hij werd lid van het VNV.
Jef Olaerts werd in 1938 co-vennoot in een handel in mijnhout, na zijn studies was hij van 1939 tot 1941 leraar aan de Limburgse Handelsschool in Genk. Hij werd lid en gewestleider binnen het VNV. Tijdens de Tweede Wereldoorlog werd hij provinciaal secretaris voor de wederopbouw. In 1942 werd hij benoemd tot oorlogsburgemeester van Genk. Hij werd bij de repressie veroordeeld tot twaalf jaar hechtenis voor politieke collaboratie. Hij zat daarvoor van 1944 tot 1949 in de gevangenis. Na zijn vrijlating begon hij een handel in kachels, wat hem de bijnaam Stovejef opleverde.
Na de stichting van de Volksunie trad hij toe tot de partij en werd lid van het partijbestuur. In 1966 was hij nauw betrokken bij de mijnwerkersrevolte in Zwartberg. In 1968 werd hij als eerste Volksunie-kandidaat verkozen tot volksvertegenwoordiger in het arrondissement Hasselt, een mandaat dat hij vervulde tot in 1977. In de periode december 1971-april 1977 had hij als gevolg van het toen bestaande dubbelmandaat ook zitting in de Cultuurraad voor de Nederlandse Cultuurgemeenschap, die op 7 december 1971 werd geïnstalleerd en de verre voorloper is van het Vlaams Parlement. Van 1964 tot 1970 was zijn echtgenote gemeenteraadslid van Genk, en, na in 1965 eerherstel te hebben verkregen, zetelde hij zelf van 1970 tot 1982 als gemeenteraadslid.
Hij was ook actief als gouwraadslid bij de Vlaamse Volksbeweging.

## Publicaties
- Cultuur en welvaart te Genk, 1963.
- De federalistische maatschappijvisie, 1979.
- Aldus schreef Stovejef, 1980.
- Traliekant van Lief & Leed, 1979.
- Jef Olaerts, Gevangene van de Belgische Staat, autobiografie, onuitgegeven.